# Maria Valtorta
Maria Valtorta, italijanska pisateljica, krščanska mistikinja, * 14. marec 1897, Caserta, Kampanija (Italija), † 12. oktober 1961, Viareggio, Toskana (Italija).

## Življenje
Rojena je bila 14. marca 1897 v Caserti lombardijskim staršem. Oče Giuseppe Valtorta, rojen leta 1862 v Mantovi, je služil kot podčastniški poveljnik v 19. polku lahke izvidniške konjenice. Bil je dober in vdan vzgojitelj svoje edine hčere. Njena mati, Iside Fioravanzi, rojena 1861 v Cremoni, je bila učiteljica francoščine. Svojega moža in hčer je dostikrat preko mere in domala kruto zatirala, kajti bila je zadirčna in sebična. Ko je ob rojstvu hčere skoraj umrla, je bila Maria zaupana dojilji. Pri osemnajstih mesecih se je družina preselila v Faenzo, kamor je bil premeščen očetov polk. Sprememba okolja je bila očitna. Iz vročega podnebja na jugu (svoj vročekrven temperament je pripisovala temu ter mleku svoje dojilje) je prišla v kraj z blago klimo, značilno za severne pokrajine. Kasneje se je še enkrat preselila, tokrat v Milano, kjer je v Vogheri odraščala in napredovala v omiki in veri, ki sta bili odraz njene značajnosti, nadpovprečnih zmožnosti ter duhovne rahločutnosti. Šolanje je zaključila v elitni šoli Bianconi v Monzi, ki je bila štiri leta njeno umirjeno gnezdo. To obdobje je razumela kot Božji načrt, kako naj bi izgledela njena duhovna notranjost. Leta 1913 se je oče iz zdravstvenih razlogov upokojil, družina pa se je nastanila v Firencah, kjer so ostali enajst let in pol. Mariji je to mesto ustrezalo, saj se je skladalo z njeno čustvenostjo ter ji dajalo med prvo svetovno vojno možnost pridobiti si čut za bližnjega v vlogi sestre usmiljenke v vojaški bolnišnici. V Firencah pa je občutila tudi težke preizkušnje, ki so prihajale iz strani njene ustrahovalne matere. To ji je z dvojno mero oskrunilo sanje o ljubezni. K njeni slabotnosti pa je pravtako pripomogla kasnejša prizadetost od udarca v spodnji del hrbta, ki ji ga je prizadejal neznanec na ulici. Po Božji previdnosti se ji je zaradi tega ponudila priložnost, da je dve leti, od 1920–1922, preživela v Kalabriji kot gostja v hotelu, ki so ga vodili sorodniki. Ti so ji ljubeznivo ustvarili kar se da naravno okolje, ki je prispevalo k okrevanju njenega telesa in duše. V času teh počitnic je začutila nove vzgibe življenja, izhajajočega iz Kristusa, vendar ji je vrnitev v Firence, kjer naj bi ostala naslednji dve leti, obudila grenke spomine. Leta 1924 so njeni starši kupili hišo v Viareggu, kjer so se nastanili in kjer je Maria začela neizprosno asketsko življenje, ki se je odražalo v trdnih odločitvah ter požrtvovalni daritvi sebe v izredni ljubezni do Boga in človeštva. Hkrati je posvetila samo sebe za župnijo, in sicer je imela kot zastopnica za kulturo neke mlade ženske iz Katoliške akcije nekaj govorov, ki so jih navdušeno sprejeli tudi neverni. Vendar je gibanje zanjo postajalo vse težje in težje. 4. januarja 1933 je z zadnjimi močmi še zadnjič odšla iz svoje hiše, od 1. aprila pa tudi iz postelje ni več vstala. 24. maja 1935 so v hišo sprejeli mlado Marto Diciotti, ki je bila osirotela in ostala sama ter je potem do konca Marijinega življenja bila njena pomočnica in zaupnica. Mesec kasneje, 30. junija, je Mariji umrl ljubljeni oče, zaradi česar je skoraj od žalosti umrla. Njena mati, ki jo je Marija vedno ljubila s krepostno ljubeznijo in nadnaravnim občutenjem, je umrla 4. oktobra 1943, ne da bi prenehala svojo hčer zatirati.
V svojem zadnjem delu življenja Maria ni počela več praktično nič. Jedla je le, če so jo hranili, in tudi govorila ni drugega kot to, da je ponovila zadnji stavek, ki ji ga je kdo rekel. Včasih je edino le vzkliknila sama pri sebi: »Kar sveti tam, je tukaj!« Ob kakšni priložnosti se je zazdelo, kakor bi za hip prišla k zavesti, medtem ko je bila deležna jasnih, natančnih in preroških besed, nato pa spet pozabila na svet.
Preminila je v torek, 12. oktobra 1961, kakor bi se ji uresničena obljuba, namenjena trpečim, ki jo je slišala od patra: »Zapusti, duša krščanska, ta svet.« Dočakala je 64 let in bila 27 let in pol priklenjena na posteljo.
Dvanajst let pozneje, 2. julija 1973, so bili njeni posmrtni ostanki prenešeni iz pokopališča Mercy v Viareggu v Firence, kjer so jih pokopali v kapeli glavnega samostana bazilike Gospodovega oznanjenja.

## Dela
V začetku leta 1943, ko je bila že 9 let bolna, je Maria sama pri sebi razmišljala, da je trpljenje verjetno dovršeno ter da je njeno življenje pri koncu. Takrat jo je pater Migliorini, ki ji je nekaj mesecev dajal napotke, predlagal, naj napiše spomine. Po oklevanju je začela spontano pisati in tako sede v postelji v manj kot dveh mesecih napolnila sedem zvezkov. V njih je pokazala izreden talent za pisanje ter razodela svojo dušo brez prikrivanja.
Zdelo se ji je, da se je tako osvobodila svoje preteklosti, zaupane svojemu spovedniku na 760 straneh. Z velikim zaupanjem se je pripravljala na smrt, ko ji je nenadoma glas, podoben glasu njene duše, začel narekovati besedilo velike modrosti, kar je bil znak nepredstavljivih prihodnjih dogodkov. Bil je veliki petek, 23. april 1943.
Maria je iz sobe poklicala Marto, ji pokazala popisan papir ter ji nekako razložila, da se ji je zgodilo nekaj zelo nenavadnega. Dala je poklicati patra Migliorinija, ki se ni dolgo mudil. Nihče ni vedel za vsebino skrivnega pogovora, ki je sledil, vendar je bilo vedno poudarjeno, da ji je prav pater pomagal umiriti se za nareke nadnaravnega izvora ter jo prosil, naj zapiše, karkoli bi prejela. V ta namen ji je dostavljal zvezke.
Pisala je skoraj vsaki dan vse do leta 1947, v presledkih pa do 1951. Njenih zvezkov je 122 (poleg tistih sedmih Avtobiografije), rokopisnih strani pa 15000. Sedeča v postelji je s peresom pisala  v svoje zvezke, ki jih je naslonila na kolena. Naredila si je tudi posebno tablo za podlago. Ni si delala osnutkov, niti ni vedela, kaj bo od dne do dne napisala. Besedila ni nikoli ponovno brala, da bi kaj popravila. Ni se ji bilo potrebno posebej koncentrirati, pravtako ni nikoli šla v kakšno knjigo po napotke. Uporabljala je samo Sveto pismo ter Katekizem Pija X. Marsikaj jo je lahko zmotilo, tudi čisto banalna stvar, vendar je nadaljevala s pisanjem, ne da bi izgubila rdečo nit besedila. Pisati ni prenehala niti v najhujših obdobjih bolečine ali nujne potrebe po počitku, tako da je včasih pisala kar ponoči. Bila je deležna vsega spoznanja o sebi v obliki novih in novih pripovedi, ki so nastajale izpod peresa nadarjene pisateljice, vendar kadar so bile vključene teološke teme, ni vedno razumela njihovega globokega pomena. Pogosto je poklicala Marto in jo odtegnila od gospodinjsih opravil ter ji prebirala, kar je zapisala.
S pisanjem ni prenehala niti tedaj, ko je bila sredi 2. svetovne vojne prisilno evakuirana v Sant’Andrea di Compito (vasica pri mestu Copannori, pokrajina Lucca), kamor je bila premeščena kot bolna oseba, skupaj s pohištvom iz svoje sobe ter novim bremenom trpljenja, kar je trajalo od aprila do decembra leta 1944.
Posebno v Viareggu Marije polna pisateljska dejavnost ni izolirala od zunanjega sveta. Dogodke je spremljala iz časopisja in radia. Ni se izogibala svojih državljanskih dolžnosti, pač pa se je leta 1948 ob volitvah sama odpravila do volilnega mesta. Doma je sprejemala le svoje prijatelje in kasneje nekaj pomembejših osebnosti, še naprej pa si je tudi dopisovala, občasno na veliko z karmeličansko sestro, ki ji je bila kot duhovna mati. Molila je in trpela, in to tako, da bi bilo čim manj opazno. Nihče ni bil priča njenim zamaknjenjim, kot le njeni lastni spisi. Kljub zdravljenju in duhovnim radostim ni pustila, da bi ostro in ponavljajoče se trpljenje šlo mimo nje. Izprosila si je milost, da ni imela vidnih telesnih znakov, ki pričajo o deležu pri Kristusovem trpljenju.
Bila je povsem normalna oseba, kljub bolnosti. Zavzemala se je za ženska domača opravila, ki jih je lahko opravljala sede v postelji, kot so vezenje, priprava zelenjave ali čiščenje ptičje kletke. Sama je skrbela z osebno higieno. Dovolj je bilo, da so ji prinesli potrebščine. Včasih je pela in imela je očarljiv glas.

### Evangelij, kakršen mi je bil razkrit
Glavno delo Marije Valtorte nosi naslov L' Evangelo come mi e stato rivelato. V slovenščini je objavljeno v devetih zvezkih z naslovom Evangelij, kakršen mi je bil razkrit. Opisuje rojstvo in otroštvo Marije in njenega sina Jezusa (povečini napisano med evakuacijo), tri leta Jezusovega javnega delovanja (kar predstavlja pretežni del dela), njegovo trpljenje, smrt, vstajenje, vnebohod, začetke Cerkve ter Marijin vnebovzetje.
Na zelo vzvišen način in z živahnostjo opisuje pokrajine, okolico, ljudi in dogodke. Karakterje in situacije orisuje z notranjega vidika. O nedoumljivih radostih in dramah življenja govori kakor nekdo, ki je vse to doživel. Z izjemno natančnostjo podaja podatke o izgledu okolice, običajih, kulturi. Skozi očarljivo pripoved in bogate razlage poda celoten krščanski nauk, v skladu s pravovernim katolištvom. »Naravni in skrivni darovi so skladno sestavili skupaj«, je leta 1968 zapisal priznani frančiškanski misijonar in biblicist Fr. Gabriele M. Allegra, »povest, ki je mojstrovina italijanske religiozne literature, oziroma boljše rečeno, krščanske literature svetovne ravni.«
Maria je to delo napisala med letoma 1944 in 1947, nekaj sklepnih poglavij pa leta 1951.
Pisanje poglavij ni vedno potekalo po vrsti, pač pa je včasih tudi po par poglavij napisala v preskoku, odvisno od trenutnega duhovnega nagnjenja. Šele potem ji je Jezus pokazal, kje pridejo uvodi tem poglavjem. V nasprotju z raztresenostjo poglavij pripovedi in še posebej skromnostjo osnutkov, predstavlja delo perfektno strukturo od začetka do konca.
Poleg tega je Maria med letoma 1943 (takoj, ko je dokončala Avtobiografijo) in 1950 napisala še ogromno drugih strani različnih vsebin. To je bilo objavljeno v manjših sklopih, in sicer v petih zvezkih: tri raznovrstna dela z naslovom Zvezki (iz let 1943, 1944 in 1945–1950), ki predstavljajo skupek besedil o askezi, nauku, bibličnih in avtobiografskih temah, in so dopolnitev k opisom evangelija ter trpljenja prvih kristjanov; delo z naslovom Azarejeva knjiga vsebuje komentarje k besedilom, vzetim iz misala (brez evangelijev); in Razlaga Pavlovega Pisma Rimljanom.

## Dela izdana v slovenščini
- Evangelij, kakršen mi je bil razkrit, Fleks, Medvode, 1996–2006; 9 zvezkov. (COBISS)
- Antikrist in njegovi predhodniki, Župnijski urad Štjak, 1990. (COBISS)
- Vzhajajoča zvezda: Marijina podoba v delih M. Valtorte, Župnijski urad Štjak, 1991. (COBISS)